# Cladura
Cladura är ett släkte av tvåvingar. Cladura ingår i familjen småharkrankar.

## Bildgalleri

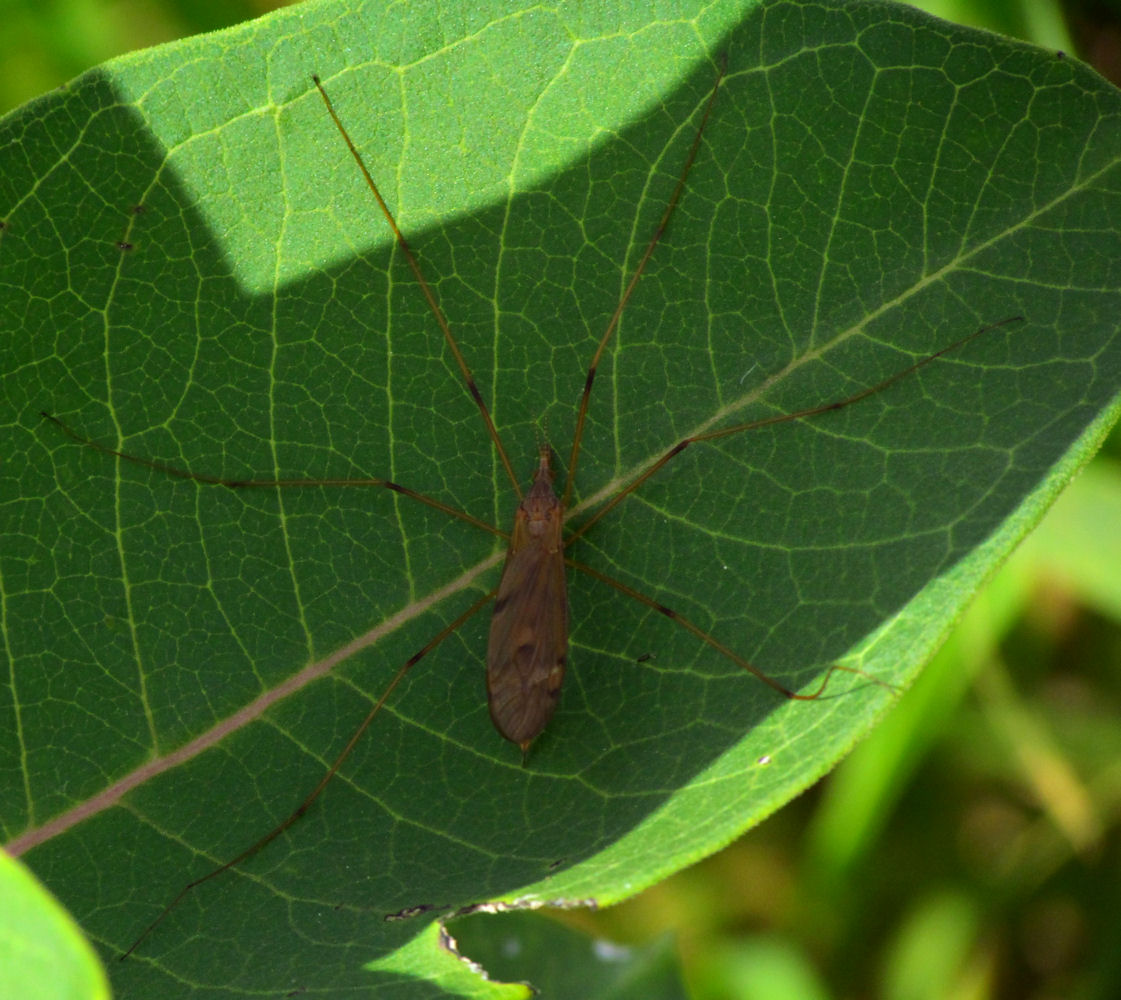
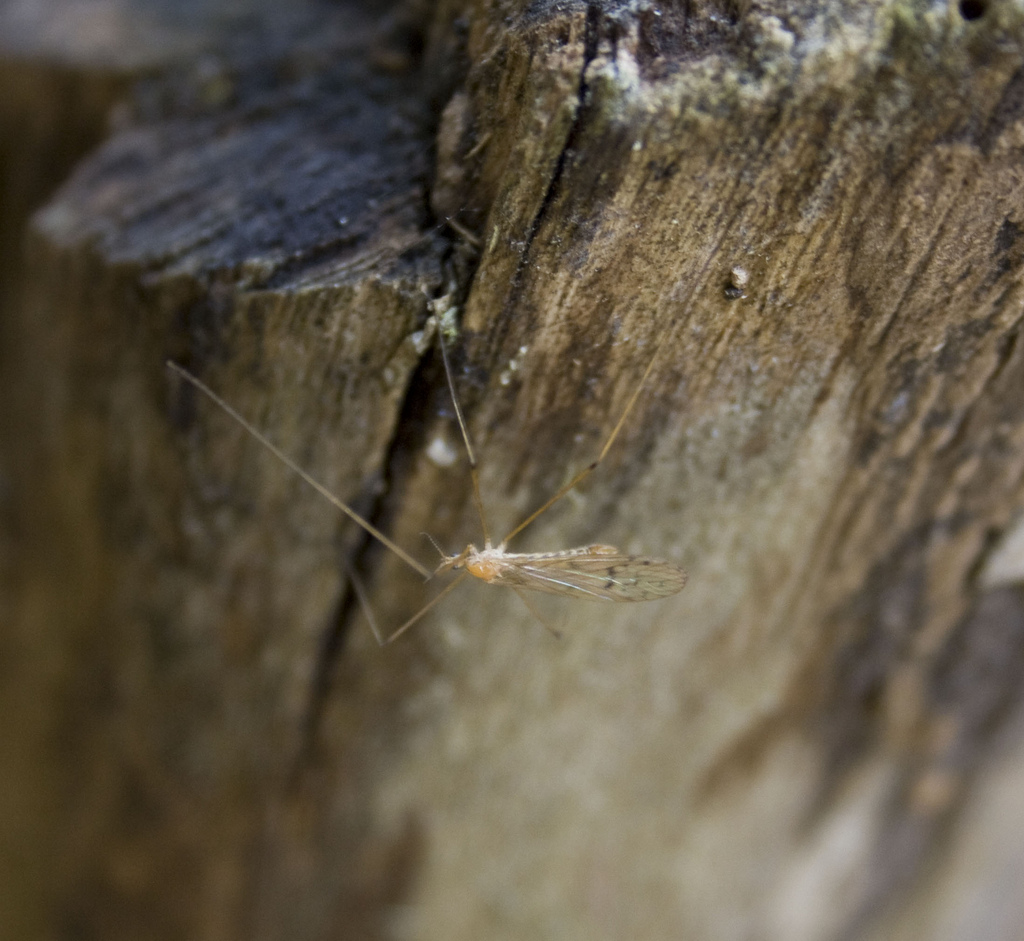
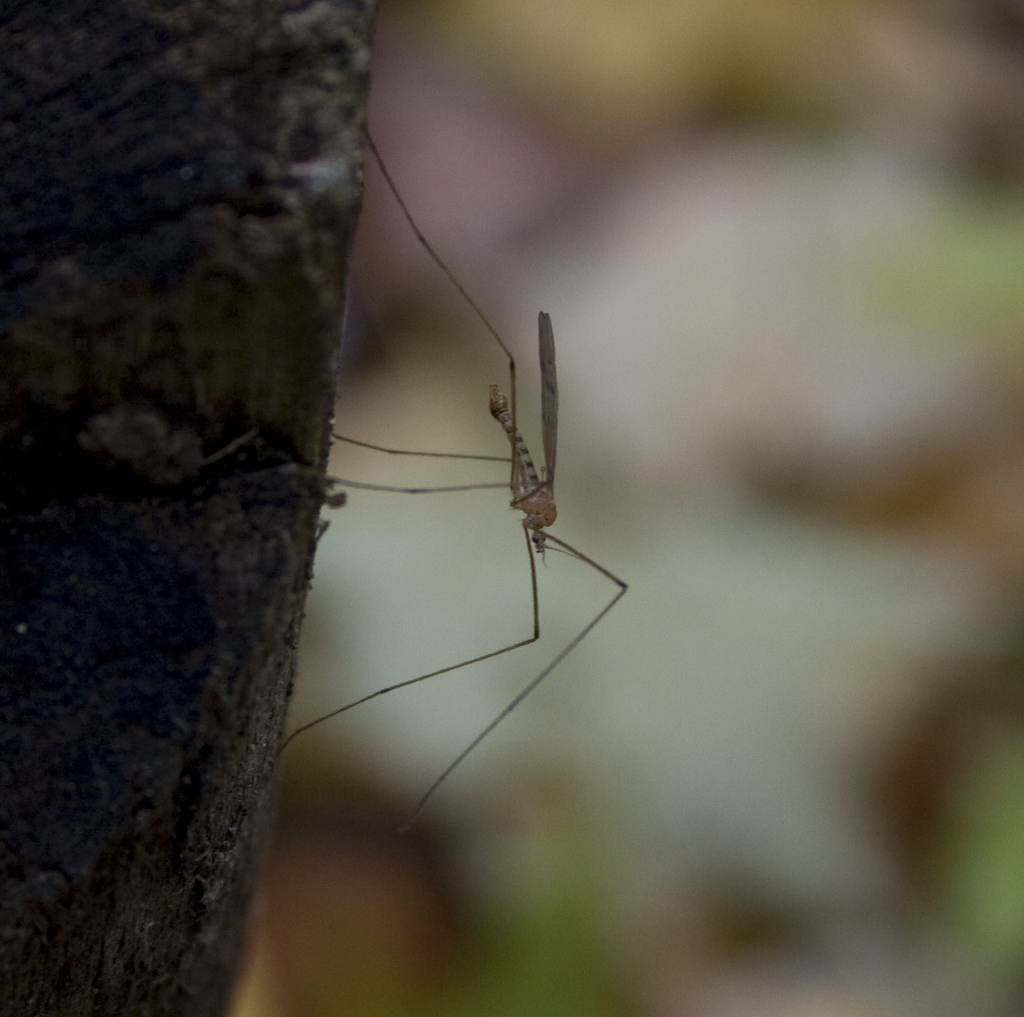

## Dottertaxa tillCladura, i alfabetisk ordning[1]
- Cladura alpicola
- Cladura autumna
- Cladura babai
- Cladura bicornuta
- Cladura bidens
- Cladura bradleyi
- Cladura brevifila
- Cladura daimio
- Cladura decemnotata
- Cladura flavoferruginea
- Cladura fulvidorsata
- Cladura fuscivena
- Cladura hakonensis
- Cladura itoi
- Cladura japonica
- Cladura machidella
- Cladura macnabi
- Cladura megacauda
- Cladura microphallus
- Cladura monacantha
- Cladura nigricauda
- Cladura nipponensis
- Cladura oregona
- Cladura recurvalis
- Cladura sawanoi
- Cladura serrimargo
- Cladura shirahatai
- Cladura shomio
- Cladura supernumeraria
- Cladura taiwania
- Cladura telephallus
- Cladura tetraspila
- Cladura trifilosa